# Bebe Le Strange
Bébé le Strange es el quinto álbum de estudio de la banda estadounidense Heart. Fue lanzado el 14 de febrero de 1980 por la discográfica Epic Records. Fue el primer trabajo discográfico de la banda sin el guitarrista Roger Fisher, que había abandonado la agrupación meses atrás junto a su hermano Michael. El disco logró escalar a la quinta posición en la lista Billboard 200.

## Lista de canciones
1. Bebe le Strange – 3:40
2. Down on Me – 4:45
3. Silver Wheels – 1:24
4. Break – 2:32
5. Rockin Heaven Down – 5:54
6. Even It Up – 5:10
7. Strange Night – 4:18
8. Raised on You – 3:21
9. Pilot – 3:18
10. Sweet Darlin – 3:17

## Personal
- Ann Wilson - voz, guitarra, flauta
- Nancy Wilson - guitarra, voz
- Howard Leese - guitarra, teclados
- Michael DeRosier - batería
- Steve Fossen - bajo